# De Dietrich Type CM
Der De Dietrich Type CM ist eine Baureihe von Pkw-Modellen aus den 1900er Jahren. Dazu gehören Type SCM, Type CCM und Type TCM. Hersteller war die Société de Dietrich et Cie de Lunéville in Frankreich.

## Beschreibung
Das einzige Baujahr war 1905. Vorgänger war der Type SM. Nachfolger wurde der Lorraine-Dietrich Type DM des Folgeunternehmens Lorraine-Dietrich.
Der Motor entstand nach einer Lizenz von Turcat-Méry. Er ist ein Vierzylinder-Reihenmotor mit IOE-Ventilsteuerung. Jeweils zwei Zylinder sind paarweise zusammengegossen. Jeweils 120 mm Bohrung und Hub ergeben 5429 cm³ Hubraum. Der Motor war damals in Frankreich steuerlich mit 24 CV eingestuft.
Der Motor ist vorn längs im Fahrgestell eingebaut. Er treibt über Ketten die Hinterräder an. Die Bremse wirkt zeittypisch nur auf die Hinterachse.
Der Radstand beträgt beim Type SCM 280 cm, beim Type CCM 300 cm und beim Type TCM 320 cm.